# Émilie Pellapra
Émilie Louise Marie Françoise Joséphine Pellapra, nota semplicemente come Émilie Pellapra, principessa di Chimay, contessa di Brigode (Lione, 11 novembre 1806 – Menars, 22 maggio 1871), fu una nobildonna francese che sostenne di essere figlia illegittima di Napoleone I di Francia, Il quale ebbe presumibilmente una relazione con la madre di Émilie nell'aprile del 1805, data tuttavia incompatibile con la sua nascita nel novembre 1806.
Fu sposata in primo luogo al conte Louis Marie de Brigode (1777-1827) e in seconde nozze con Joseph de Riquet de Caraman (1808-1886), XVII principe di Chimay.

## Biografia
Nacque a Lione l'11 novembre 1806, figlia di Madame Pellapra, nata Françoise-Marie LeRoy, moglie di un ricco finanziere di nome Henri (de) Pellapra. Émilie potrebbe essere stata la figlia illegittima di Napoleone I, come sosteneva di essere. Questo avrebbe dovuto essere il risultato di una relazione con sua madre al momento del soggiorno di Napoleone a Lione. La sua affermazione fu che una relazione ebbe luogo nell'aprile del 1805, mentre Napoleone era in viaggio per l'Italia per essere incoronato, ma questa data è incompatibile con la nascita di Émilie nel novembre 1806. Perché Émilie fosse figlia di Napoleone sarebbe stato necessario che fosse rimasto a Lione nel febbraio 1806. Tuttavia, non sembra essersi fermato in questa città in quel periodo e, secondo alcuni autori (in particolare André Gavoty nel Bulletin de l'Institut Napoleon, aprile 1950), Napoleone incontrò la LeRoy solo nel 1810. 
Émilie Pellapra sposò il conte Louis Marie de Brigode che morì poco dopo, sebbene avessero avuto due gemelli:
- Fernand de Brigode (1 agosto 1827 - ottobre 1830), morì giovane;
- Louis Marie Henri Pierre Désiré de Brigode (1 agosto 1827 - 1859), marchese di Brigode, pari francese, sindaco di Romilly, sposò Annette du Hallay-Coëtquen (1831-1905).

Si è risposata il 30 agosto 1830 al principe Joseph de Riquet de Caraman (1808-1886), XVII principe di Chimay, figlio del principe François-Joseph-Philippe di Riquet e Teresa Cabarrus, e ha avuto quattro figli:
- Marie Thérèse Émilie (1832-1851), contessa di Lagrange, moglie di Frédéric Lagrange;
- Marie Joseph Guy Henry Philippe (1836-1892), sposò Marie de Montesquiou-Fezensac e poi Mathilde de Barandiaran;
- Valentine (1839-1914), sposò Paul de Bauffremont e poi Georges Bibescu;
- Eugène (1847-1881), sposò Louise de Graffenried-Villars, (1842-1901).

Morì al Château de Menars il 22 maggio 1871.

## Opere
- (FR) Une fille de Napoléon, mémoires d'Émilie de Pellapra, comtesse de Brigode, princesse de Chimay, prefazione di Frédéric Masson, Paris, Editions de la Sirène, 1921.
- (FR) René de Fougerolle (a cura di), Un destin singulier. Souvenirs 1806-1859, prefazione di Jean Tulard, Lacurne, 2014, ISBN 9782356030146.

| Controllo di autorità | VIAF (EN) 26263550 · ISNI (EN) 0000 0001 1610 4224 · CERL cnp01387669 · LCCN (EN) n92106687 · GND (DE) 119120127 · BNF (FR) cb149873384 (data) · J9U (EN, HE) 987007328923905171 |